# Pledge (album)
Pledge (stilizzato in PL3DG3) è il quarto album del rapper statunitense Killer Mike, pubblicato nel 2011. Ottiene 75/100 su Metacritic.

## Descrizione
| Recensione | Giudizio    |
| ---------- | ----------- |
| AllMusic   | [ 1 ]       |
| Pitchfork  | [ 3 ] [ 2 ] |
| HipHopDX   | [ 2 ]       |
| XXL        | [ 2 ]       |
| PopMatters | [ 2 ]       |
| Spin       | [ 4 ] [ 2 ] |
| RapReviews | [ 2 ]       |
| Q          | [ 2 ]       |

L'autore musicale di AllMusic David Jeffries elogia il disco, intriso di «conoscenza di strada e critiche sociali», descrivendo il rapper come «il chiaro erede di Chuck D».

## Tracce
1. So Glorious – 3:43 (Michael Render) – Smiff & Cash
2. That's Life II – 3:47 (Render) – Smiff & Cash
3. Ric Flair – 3:37 (Render) – Sweatbox Productions
4. Ready Set Go (featuring T.I.) – 3:42 (Render, Clifford Harris, Jr., Dion Wilson) – No I.D.
5. Burn (featuring Funkadelic) – 4:16 (Render) – Sweatbox Productions
6. Go Out on the Town (featuring Young Jeezy) – 5:06 (Render, Jayson Jenkins) – Raz (of Beat Billionaire)
7. God in the Building II – 4:33 (Render) – The Beat Bullies
8. Players Lullaby (featuring Roc D the Legend & Twista) – 4:06 (Render) – Tha Bizness
9. Animal (featuring Gucci Mane) – 3:58 (Render) – Zone Beatz
10. American Dream Prelude – 1:08 (Render) – Sweatbox Productions
11. American Dream – 2:13 (Render) – Sweatbox Productions
12. Everything (Hold You Down) – 3:08 (Render) – Sweatbox Productions
13. Follow Your Dreams – 4:29 (Render) – DJ Speedy
14. Swimming (featuring Roc D the Legend) – 4:01 (Render) – Flying Lotus
15. Ready Set Go (Remix) (featuring T.I. & Big Boi) – 4:51 (Render, Antwan Patton, Harris, Jr., Wilson) – No I.D.

## Classifiche
| Classifica (2011)         | Posizione massima |
| ------------------------- | ----------------- |
| Stati Uniti               | 115               |
| US Independent Albums     | 20                |
| US Top Rap Albums         | 12                |
| US Top R&B/Hip-Hop Albums | 23                |